# Callistege litterata
Callistege litterata là một loài bướm đêm trong họ Erebidae.